# تایگرلیلی
دارا کریستن هیز (انگلیسی: Dara Kristen Hayes؛ ۲۷ مارس ۱۹۹۲)، معروف به تایگرلیلی (انگلیسی: Tigerlily)، تهیه‌کننده موسیقی دی‌جی و تهیه‌کنندهٔ موسیقی استرالیایی و زادهٔ سیدنی است.
تایگرلیلی دو خواهر دارد، جورجینا هیز که بلاگر سبک زندگی است و گرتا هیز که یک بازیکن حرفه‌ای هاکی است و برای هاکی‌روس بازی می‌کند.